# 가르민
가민(Garmin Ltd., 나스닥: GRMN)은 글로벌 포지셔닝 시스템과 각종 내비게이션을 설계 제작하는 다국적 전자기업이다. 1989년에 게리 버렐과 데이비드 케이시, 민 카오, 폴 슈메이커에 의해 설립되었다. 2010년부터 회사는 스위스 샤프하우젠에 합법적으로 설립되었다.
이 회사는 자동차, 항공, 해양, 야외 및 스포츠 활동을 위한 GPS 기술을 전문으로 한다. 웨어러블 기술의 발전으로 인해 핏비트 및 애플과 같은 활동 추적기 및 스마트워치 소비자 개발자와도 경쟁하고 있다.

## 운영
2010년에 가민은 노스캐롤라이나주 캐리에 리서치 트라이앵글 파크의 일부로 시설을 열었다. 가민은 영국, 미국, 대만 외에도 여러 다른 국가에서 운영되고 있다. Formar(벨기에), Garmin AMB(캐나다), Belanor(노르웨이), Trepat(스페인), Garmin-Cluj(루마니아) 등 여러 이름으로 운영되고 있다.

### 해외 법인
- 포르마르 (Formar, 벨기에)
- 가민AMB (Garmin AMB, 캐나다)
- 벨라노르 (Belanor, 노르웨이)
- 트레파트 (Trepat, 에스파냐)

## 브랜드
- 가민 포어러너 (Garmin Forerunner)
- 가민 G900X (Garmin G900X)
- 가민 G1000 (Garmin G1000)
- 가민 아이큐 (Garmin iQue)

## 같이 보기
- 자동차 내비게이션 시스템 (Automotive navigation system)